# Bundesstraße 107
De Bundesstraße 107 (ook wel B107) is een bundesstraße in de Duitse deelstaten Brandenburg, Saksen-Anhalt en Saksen.
De B107 verbindt  Pritzwalk via de steden Havelberg, Genthin, Wiesenburg, Coswig, Gräfenhainichen, Bad Düben, Eilenburg en Grimma met Chemnitz De B107 is ongeveer 295 kilometer lang.

## Hoofdbesrtemmingen
- Pritzwalk
- Plattenburg
- Havelberg
- Fischbeck
- Genthin
- Dessau-Roßlau
- Gräfenhainichen
- Bad Düben
- Eilenburg
- Grimma
- Chemnitz

## Geschiedenis
Het tracé van Oranienbaum tot Coswig was de kwalificatie als bundesstraße onwaardig. Tussen Wörlitz en Coswig ging het om een smalle kasseiweg in slechte staat gelegen in het overstromingsgebied van de Elbe, die aansloot aan een veerdienst bij Coswig die beperkt is qua laadvermogen en bij hoogwaterstanden niet kan varen.
Door de ligging van de weg binnen het Parklandschap Dessau-Wörlitz was een heraanleg op hetzelfde tracé ongewenst. Daarom besloot men in 2006 dat de B107 zou stoppen in Coswig en verdergaan vanaf de aansluiting Dessau op de autoweg A9, naar Oranienbaum, om daar weer het oude tracé te bereiken.
Het gedeclasseerde deel en de veerdienst bestaan nog steeds, nu als Kreisstrasse K2376.

## Toekomst
De B107 tussen afrit Köseritz en Coswig zal, vanwege het parallelle verloop aan de A9, in de toekomst waarschijnlijk afgewaardeerd worden naar landesstraße.
B1 · B2 · B4 · B5 · B75 · B76 · B77 · B87 · B96 · B96a · B96b · B97 · B101 · B102 · B103 · B104 · B105 · B106 · B107 · B108 · B109 · B110 · B111 · B112 · B112n · B113 · B115 · B122 · B156 · B158 · B166 · B167 · B168 · B169 · B179 · B182 · B183 · B187 · B188 · B189 · B190n · B191 · B192 · B193 · B194 · B195 · B196 · B197 · B198 · B199 · B200 · B201 · B202 · B203 · B204 · B205 · B206 · B207 · B208 · B209 · B246 · B320 · B321 · B404 · B430 · B431 · B432 · B434 · B435 · B495 · B501 · B502 · B503
B1 · B2 · B4 · B6 · B6n · B7 · B19 · B27 · B62 · B71 · B71n · B79 · B80 · B81 · B84 · B85 · B86 · B87 · B88 · B89 · B90 · B91 · B92 · B93 · B94 · B95 · B96 · B97 · B98 · B99 · B100 · B101 · B107 · B115 · B156 · B169 · B170 · B171 · B172 · B172a · B172b · B173 · B174 · B175 · B176 · B178 · B180 · B181 · B182 · B183 · B183a · B184 · B185 · B186 · B187 · B187a · B188 · B189 · B190 · B190n · B242 · B243 · B244 · B245 · B245a · B246 · B246a · B247 · B248 · B248a · B249 · B250 · B278 · B280 · B281 · B282 · B283 · B285